# Liste des îles nouvelles
Une île nouvelle est une île qui a émergé récemment, par volcanisme, érosion, recul glaciaire ou tout autre mécanisme.

## Exemples
L'île volcanique de Surtsey, située dans l'océan Atlantique au sud de l'Islande, perce la surface de l'océan en 1963. En 1965, elle est déclarée réserve naturelle pour l'étude de sa succession écologique ; des plantes, insectes, oiseaux, phoques et d'autres formes de vie se sont installées sur l'île depuis.
Anak Krakatau (littéralement « enfant du Krakatoa »), émerge dans la caldeira submergée du volcan indonésien en 1930. Des forêts humides y ont poussé, bien qu'elles soient souvent détruites par les fréquentes éruptions. Une population de petits animaux s'y est également installée, dont des insectes, des oiseaux, des rats et des varans.
Uunartoq Qeqertoq est une île de la côte est du Groenland qui semble s'être séparée du reste de l'île par le retrait glaciaire entre 2002 et 2005 ; elle semble néanmoins avoir déjà été une véritable île, avec ou sans couverture glaciaire, pendant plusieurs milliers d'années.
Entre février et mars 2009, une forte éruption crée une nouvelle île près de Hunga Tonga dans les Tonga. À la fin de l'activité volcanique, cette nouvelle masse terrestre s'est retrouvée connectée à Hunga Tonga.
Le 24 septembre 2013, Zalzala Koh émerge près de la côte de Gwadar au Pakistan, à la suite d'un violent séisme ayant touché le sud et le sud-est du pays.

## Liste
La liste suivante recense les îles ayant émergé aux XXe et XXIe siècles, la plupart dues à un volcan sous-marin. Seules Surtsey et Anak Krakatau sont encore émergées début 2013, et Surtsey est la seule dont on suppose la persistance. 
| Île                       | Localisation                           | Pays      | Formation                                                                      | Disparition    | Coordonnées                         | Illustration                |
| ------------------------- | -------------------------------------- | --------- | ------------------------------------------------------------------------------ | -------------- | ----------------------------------- | --------------------------- |
| Nishino-shima (Ogasawara) | Océan Pacifique, près de l'île Nishino | Japon     | 2013                                                                           |                | 27° 14′ 49″ nord, 140° 52′ 26″ est  |                             |
| Zalzala Koh               | Océan Indien, côte du Baloutchistan    | Pakistan  | 2013                                                                           | 2016           | 25° 07′ 34″ nord, 62° 19′ 23″ est   | Zalzala Jazeera 2013 Gwadar |
| Norderoogsand             | Mer du Nord                            | Allemagne | 2013                                                                           |                | 54° 31′ 14″ nord, 8° 28′ 58″ est    |                             |
| groupe de Zubair (en)     | Mer Rouge                              | Yemen     | 2013,2011-12,1824                                                              |                | 15° 05′ 52″ N, 42° 08′ 51″ E        |                             |
| île de Malan (en)         | Mer d'Arabie, côte du Baloutchistan    | Pakistan  | 2010, 2004                                                                     |                |                                     |                             |
| Île sans nom              | Océan Atlantique                       | France    | 2009                                                                           |                | 45° 36′ 06″ nord, 1° 09′ 03″ ouest  |                             |
| Home Reef                 | Océan Pacifique                        | Tonga     | 2006, 1984                                                                     | 2006           | 18° 59′ 28″ sud, 174° 45′ 47″ ouest |                             |
| Hunga Tonga-Hunga Ha'apai | Océan Pacifique                        | Tonga     | 2014–15, 2009                                                                  |                | 18° 59′ 28″ sud, 174° 45′ 47″ ouest |                             |
| Kavachi                   | Océan Pacifique                        | Salomon   | 1999-2003, 1991, 1986, 1978, 1976, 1969-70, 1965, 1963-64, 1961, 1958, 1952-53 | 2007           | 9° 01′ sud, 157° 57′ est            |                             |
| Metis Shoal               | Océan Pacifique                        | Tonga     | 1995, 1979, 1967-68                                                            | 2019           | 19° 10′ 59″ sud, 174° 52′ 01″ ouest |                             |
| Fukutoku-Okanoba          | Océan Pacifique, archipel d'Ogasawara  | Japon     | 2021,1986, 1974-75, 1914, 1904-05                                              |                | 24° 16′ 48″ nord, 141° 29′ 06″ est  |                             |
| Kuwae                     | Océan Pacifique                        | Tonga     | 1974, 1971, 1959, 1949, 1948, 1923-25                                          | 1975           | 16° 49′ 44″ sud, 168° 32′ 10″ est   |                             |
| Surtsey                   | Océan Atlantique                       | Islande   | 1963-67                                                                        |                | 63° 18′ 11″ nord, 20° 36′ 11″ ouest |                             |
| Myōjin-shō (en)           | Océan Pacifique, archipel d'Izu        | Japon     | 1970,1952-53, 1946                                                             | septembre 1953 | 31° 55′ 05″ nord, 140° 01′ 19″ est  |                             |
| Anak Krakatau             | Océan Indien, détroit de la Sonde      | Indonésie | 2018,1933-77,1927-30                                                           |                | 6° 06′ 07″ sud, 105° 25′ 23″ est    |                             |
| Fonuafo'ou                | Océan Pacifique, Ha'apai               | Tonga     | 1954,1927-28                                                                   | 1959           | 20° 19′ sud, 175° 25′ ouest         |                             |
| Banua wuhu                | Océan Pacifique, îles Sangihe          | Indonésie | 1918-19, 1904                                                                  | 1935           | 3° 08′ 17″ nord, 125° 29′ 28″ est   |                             |
| Lateiki                   | Océan Pacifique, Ha'apai               | Tonga     | 2019                                                                           | janvier 2020   | 19° 11′ N, 174° 52′ E               |                             |